# Martin Kampmann
Martin Kampmann (* 17. April 1982 in Aarhus, Dänemark) ist ein dänischer MMA-Kämpfer, der in der Liga Ultimate Fighting Championship antritt. Er kämpft für den Stall Xtreme Couture Mixed Martial Arts und lebt und kämpft zurzeit in Las Vegas (Nevada).

## Biografie
Sein Debüt im MMA machte Kampmann als später Ersatz von Kalib Starnes bei der UFC Fight Night 6. Er besiegte dort Crafton Wallace in der ersten Runde durch Aufgabe. Seinen nächsten Sieg fuhr er über eine einstimmige Punkteentscheidung der Kampfrichter gegen Thales Leites bei der Veranstaltung The Ultimate Fighter 4 Finale ein. Bei UFC 68 besiegte er Drew McFedries durch Aufgabe in Runde 1.
Als Nächstes sollte er bei UFC 72 gegen Rich Franklin antreten, musste wegen einer Knieverletzung aber zurücktreten. Bei UFC 85 kehrte er zurück und besiegte dort Jorge Rivera durch Aufgabe in der ersten Runde.
Kampmann betreibt sein eigenes MMA-Gym für das Team Shooters MMA.
Er ist ein früherer Cage Warrior Mittelgewichtschampion (2005), FB-Submission Wrestling Tournament Champion in der Gewichtsklasse über 77 kg (2004), Battle of the Vikings Thai Boxing Superfight Champion (2004) und dänischer Thaibox-Meister (2001).
Nachdem Kampmann seinen ersten MMA-Kampf gegen Nate Marquardt bei UFC 88 verloren hatte, kündigte er an, in die Weltergewichtsklasse zu wechseln. Sein Debüt in dieser gab er bei UFC 93 und besiegte dort in der zweiten Runde Alexandre Barros durch TKO. Er besiegte anschließend auch den letzten World Extreme Cagefighting Weltergewichtschampion Carlos Condit in einem knappen Kampf, der nach Punkten mit zwei zu eins Kampfrichterstimmen für ihn gewertet wurde.
Am 19. September 2009 sollte Kampmann gegen Mike Swick antreten. Der Gewinner sollte einen Titelkampf gegen Georges St. Pierre erhalten. Am 4. September gab Swick jedoch bekannt, dass er sich verletzt habe und nicht antreten könne. Als Ersatz sollte Kampmann gegen Paul Daley antreten. Damit war dies kein Kampf mehr um die Position als Nummereins-Herausforderer. Dieser Kampf gilt jedoch bei vielen als umstritten. Kampmann stand auf den Beinen und hat die Schläge Daleys aktiv geblockt, als der Ringrichter Yves Lavigne den Kampf abbrach und als TKO-Sieg für Daley wertete.
Kampmann sollte am 2. Januar 2010 bei UFC 108 gegen Rory Markham antreten, am 14. Dezember 2009 wurde der Kampf jedoch abgesagt, da Markham sich während des Trainings am Knie verletzte. Stattdessen trat er gegen Jacob Volkmanny an und besiegte ihn in der ersten Runde per Aufgabe. Kampmann siegte mit einem abgewandelten Griff der Guillotine-Würger (englisch: „guillotine choke“) genannt wird, Kampmann nennt diesen Griff Deathchoke.
Bei UFC 111: St-Pierre vs. Hardy sollte Kampmann gegen Ben Saunders antreten, musste jedoch wegen einer Verletzung zurückziehen und wurde durch Jake Ellenberger ersetzt.
Am 12. Juni 2010 traf Kampmann bei UFC 115 auf Paulo Thiago und besiegte ihn. Seinen nächsten Kampf, bei UFC 121 am 23. Oktober 2010, verlor Kampmann gegen Jake Shields. Die Begegnung am 3. März gegen Diego Sanchez endete in einer knappen Punktniederlage.

## MMA-Statistik

### Liste der Amateur-Kämpfe
| Ergebnis | Amateur-Rekord | Gegner        | Datum             | Veranstaltung           | Methode                  | Runde | Zeit |
| -------- | -------------- | ------------- | ----------------- | ----------------------- | ------------------------ | ----- | ---- |
| Sieg     | 1–0            | Mikku Viikari | 24. November 2001 | SF – November Bash 2001 | Aufgabe (Triangle Choke) | 1     | 3:56 |

### Liste der Profi-Kämpfe
| Ergebnis   | Profi-Rekord | Gegner                                     | Datum              | Veranstaltung                             | Methode                        | Runde | Zeit |
| ---------- | ------------ | ------------------------------------------ | ------------------ | ----------------------------------------- | ------------------------------ | ----- | ---- |
| Sieg       | 1–0          | Gert Mannaerts                             | 15. Februar 2003   | VF 3 – Rumble in the West                 | TKO (Schläge)                  | 1     |      |
| Sieg       | 2–0          | Dave Jones                                 | 9. November 2003   | XFC 2 – The Perfect Storm                 | KO (Knie)                      | 1     |      |
| Sieg       | 3–0          | Toni Vivas                                 | 6. Dezember 2003   | EVT 1 – Genesis                           | TKO (Schläge)                  | 1     | 1:23 |
| Sieg       | 4–0          | Xavier „Professor X“ Foupa-Pokam           | 4. April 2004      | EVT 2 – Hazard                            | Disqualifikation               | 2     | 0:27 |
| Niederlage | 4–1          | Andrei „White Shark“ Semenov               | 9. Oktober 2004    | M-1 MFC – Middleweight GP                 | TKO (Arztstopp)                | 1     | 1:21 |
| Sieg       | 5–1          | „The Hardest“ Matt Ewin                    | 4. März 2005       | HOP 2 – Fight Night 2                     | TKO (Aufgabe)                  | 1     | 5:00 |
| Sieg       | 6–1          | „The Caucasian Devastation“ Brendan Seguin | 24. Juni 2005      | KOTC – Warzone                            | KO (Tritt gegen Kopf)          | 1     | 2:05 |
| Sieg       | 7–1          | „The Hardest“ Matt Ewin                    | 16. Juli 2005      | CWFC – Strike Force 2                     | Aufgabe (Schläge)              | 1     | 2:45 |
| Sieg       | 8–1          | Damien Riccio                              | 26. November 2005  | CWFC – Strike Force 4                     | Aufgabe (Rear-Naked Choke)     | 2     | 1:58 |
| Sieg       | 9–1          | „El Tigre“ Edwin Aguilar                   | 22. Juli 2006      | WFA 4 – King of the Streets               | TKO (Schläge)                  | 1     | 2:43 |
| Sieg       | 10–1         | Crafton Wallace                            | 17. August 2006    | UFC Fight Night 6 – Sanchez vs. Parisyan  | Aufgabe (Rear-Naked Choke)     | 1     | 2:59 |
| Sieg       | 11–1         | Thales Leites                              | 11. November 2006  | UFC – The Ultimate Fighter 4 Finale       | Punktentscheidung (einstimmig) | 3     | 5:00 |
| Sieg       | 12–1         | „The Massacre“ Drew Fedries                | 3. März 2007       | UFC 68 – Uprising                         | Aufgabe (Arm-Triangle Choke)   | 1     | 4:06 |
| Sieg       | 13–1         | „El Conquistador“ Jorge Rivera             | 7. Juni 2008       | UFC 85 – Bedlam                           | Aufgabe (Guillotine Choke)     | 1     | 2:44 |
| Niederlage | 13-2         | „The Great“ Nate Marquardt                 | 6. September 2008  | UFC 88 – Breakthrough                     | TKO (Schläge)                  | 1     | 1:22 |
| Sieg       | 14–2         | Alexandre „Baixinho“ Barros                | 17. Januar 2009    | UFC 93 – Franklin vs. Henderson           | TKO (Schläge)                  | 2     | 3:07 |
| Sieg       | 15–2         | „The Natural Born Killer“ Carlos Condit    | 1. April 2009      | UFC Fight Night 18 – Condit vs. Kampmann  | Punktentscheidung (geteilt)    | 3     | 5:00 |
| Niederlage | 15-3         | Paul „Semtex“ Daley                        | 19. September 2009 | UFC 103 – Franklin vs. Belfort            | TKO (Schläge)                  | 1     | 2:31 |
| Sieg       | 16–3         | Jacob „Christmas“ Volkmann                 | 2. Januar 2010     | UFC 108 – Evans vs. Silva                 | Aufgabe (Guillotine Choke)     | 1     | 4:03 |
| Sieg       | 17–3         | Paulo „Caveria“ Thiago                     | 12. Juni 2010      | UFC 115 – Liddell vs. Franklin            | Punktentscheidung (einstimmig) | 3     | 5:00 |
| Niederlage | 17-4         | Jake Shields                               | 23. Oktober 2010   | UFC 121 – Lesnar vs. Velasquez            | Punktentscheidung (geteilt)    | 3     | 5:00 |
| Niederlage | 17-5         | „The Nightmare“ Diego Sanchez              | 3. März 2011       | UFC Live 3 – Sanchez vs. Kampmann         | Punktentscheidung (einstimmig) | 3     | 5:00 |
| Sieg       | 18–5         | „The Horror“ Rick Story                    | 19. November 2011  | UFC 115 – Liddell vs. Franklin            | Punktentscheidung (einstimmig) | 3     | 5:00 |
| Sieg       | 19–5         | Thiago „Pitbull“ Alves                     | 3. März 2012       | UFC on FX 2 – Alves vs. Kampmann          | Aufgabe (Guillotine Choke)     | 3     | 4:12 |
| Sieg       | 20–5         | „The Juggernaut“ Jake Ellenberger          | 1. Juni 2012       | UFC – The Ultimate Fighter 15 Finale      | TKO (Knie)                     | 2     | 1:40 |
| Niederlage | 20-6         | Johny „Bigg Rigg“ Hendricks                | 17. November 2012  | UFC 154 – St. Pierre vs. Condit           | KO (Schläge)                   | 1     | 0:46 |
| Niederlage | 20-7         | „The Natural Born Killer“ Carlos Condit    | 28. August 2013    | UFC Fight Nigh 27 – Condit vs. Kampmann 2 | TKO (Knie & Schläge)           | 1     | 0:46 |